# Jan Blomgren (kärnfysiker)
Jan Birger Blomgren, född 8 november 1964 i Gävle Heliga Trefaldighets församling, Gävleborgs län, är en svensk företagare och opinionsbildare. Han är före detta professor i tillämpad kärnfysik. 

## Biografi
Blomgren har studerat fysik vid Uppsala universitet, och disputerade 1991 på en avhandling om resonansfenomen i atomkärnor. Han var därefter under två år postdoc i Bloomington, Indiana, USA. Han var sedan docent vid Uppsala universitet från 1994, och utnämndes 2003 till professor i tillämpad kärnfysik.
Blomgren har bland annat arbetat med utvecklingsinsatser inom området transmutation, som bland annat skulle kunna tillämpas för att omvandla långlivat radioaktivt avfall till mer kortlivat. Hänvisningar till rapporter och slutsatser från detta arbete återfinns i "Bilaga Metodval" i den ansökan som ingavs 2011 om att bygga ett svenskt slutförvar för långlivat kärnavfall, där den kortfattade slutsatsen lyder SKB betraktar därför inte transmutation som ett realistiskt alternativ för att ta hand om använt kärnbränsle från dagens svenska reaktorer, samtidigt som man förordar att Sverige deltar i den internationella utvecklingen och upprätthåller kompetens inom området.
År 2009 lämnade han professorstjänsten för att bli seniorexpert vid Vattenfall, där han bland annat var föreståndare för Svenskt kärntekniskt centrum, och arbetade med att stimulera och utveckla forskningssamverkan mellan högskolor, myndighet och näringsliv inom strategiska och tvärdisciplinära teknikområden inom det kärntekniska området i Sverige.
Sedan 2013 bedriver han egen verksamhet inom kärnkraftsbranschen med rådgivning, utbildning och som debattör genom det egna företaget INBEx.
Blomgren har 2021 blivit uppmärksammad för debattboken Allt du behöver veta om Sveriges elförsörjning som bland annat varnar för instabiliteter i elförsörjning när planerbar elproduktion ersätts med intermittent och icke-planerbar elproduktion. Boken utgavs av Timbro förlag och Blomgren har vid flera tillfällen medverkat i Timbros kanaler. Blomgren medverkade år 2022 som talare på Svenska bok- och mediemässan och har medverkat i TV-debatter om kärnkraft. Blomgren har (2023) kritiserats av Svenska kraftnät för att presentera missvisande kostnader för kraftsystemets stödtjänster.
Han har 2021 utkommit med boken Jodå, Gud spelar tärning, som diskuterar hur vetenskaplig kunskap från kärnfysik, astronomi, kaosteori, geologi och evolutionsbiologi kan vara kompatibla med kristen teologi.

### Privat
Blomgren är gift och har tre barn. Han är (2021) ordförande i Lyckebokyrkan i Uppsala, en församling inom Equmeniakyrkan. Han är sedan 2015 ordförande för Svensk Musik med Mission (SMM).